# Polyfest

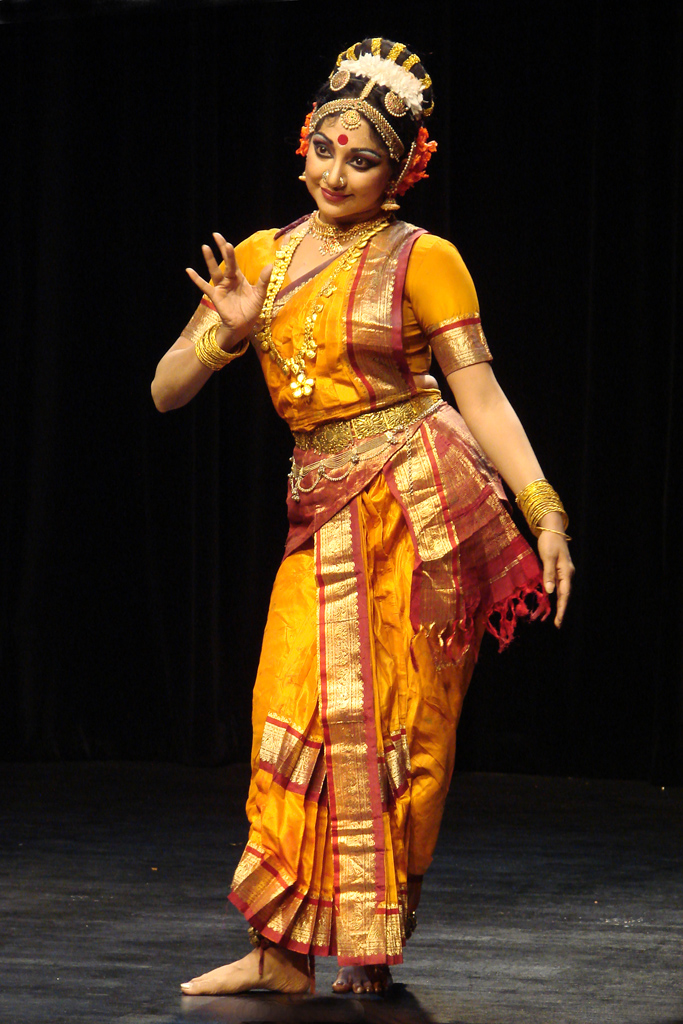
Indische Tänzerin

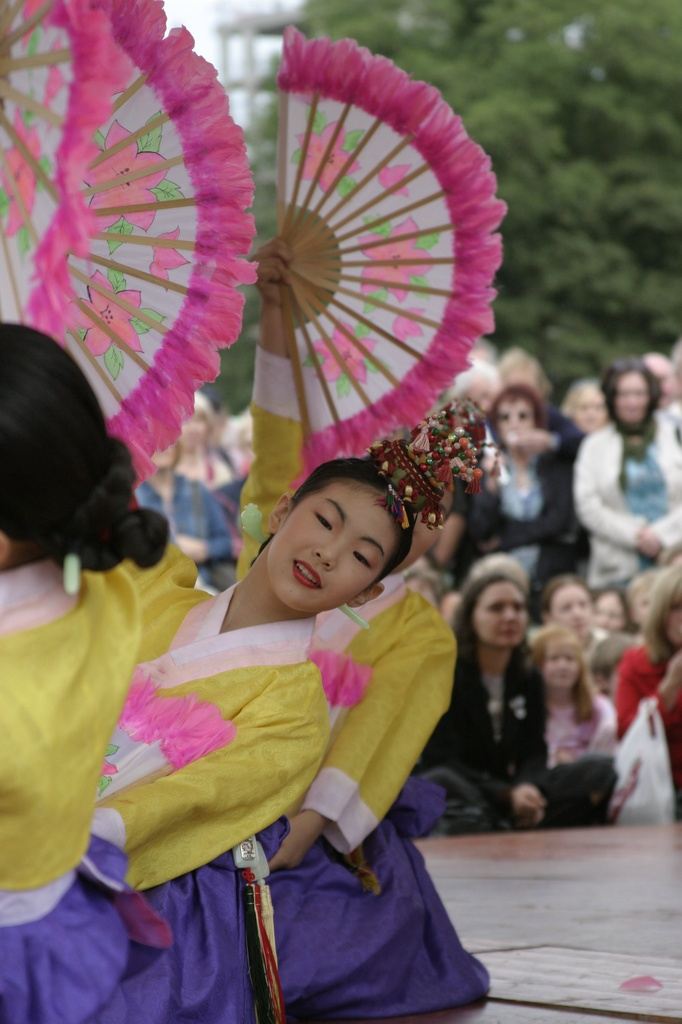
Koreanische Tänzer

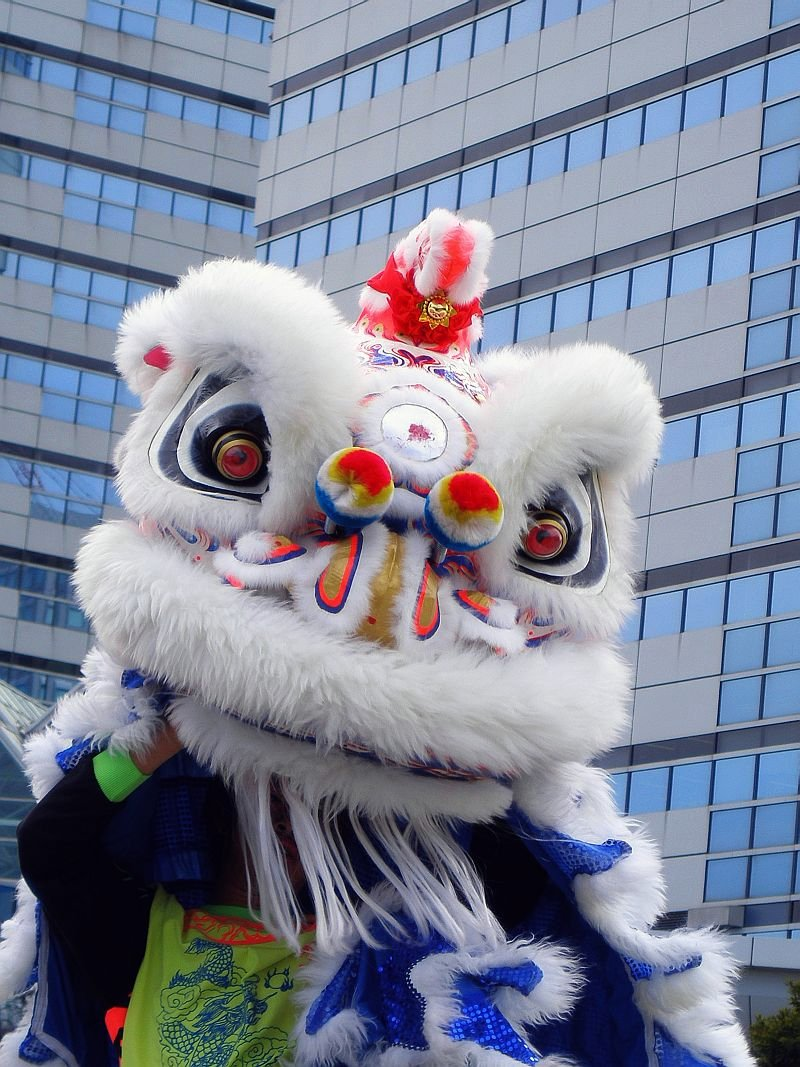
Chinesischer Löwentanz

Das Polyfest ist ein Festival, das jedes Jahr in Auckland, Neuseeland, stattfindet. Es wurde 1976 in Otara begründet und ist jetzt eines der größten polynesischen Feste überhaupt. Es ist aber nicht nur ein Festival, sondern ein Wettbewerb für Schüler, die Māori oder Polynesier sind. Die Schüler, die von der neunten bis zur dreizehnten Klasse dabei sind, treffen sich im März und führen ihre eigenen traditionellen Tänze und Gesänge auf und tragen traditionelle Kostüme zu traditionellen Ritualen.
Am Fest werden die fünf Hauptkulturen der Inseln auf jeweils einer eigenen Bühne dargestellt. Die Kulturen kommen aus Niue, Samoa, Tonga, den Cookinseln und natürlich gehören auch die Māori dazu. Alle Gruppen haben fünfundzwanzig Minuten, um die Kampfrichter für sich zu gewinnen. Am letzten Tag werden die Gewinner von jeder Kategorie erkoren. Außer den Māori und polynesischen Schülern, führen auch Schüler, aus Nahost, China, Japan, Korea und Indien Darbietungen auf. Diese beteiligen sich aber nicht am Wettbewerb.
Jedes Jahr gibt es ein eigenes Moto, zu dem den Studenten ihre Vorführungen präsentieren. Das Thema im Jahr 2008 war „Mit Streben, glauben und Verpflichtung können wir unsere Träumen erreichen“.
In Auckland, der größten Agglomeration der Region, finden mehrere polynesische Veranstaltungen statt, unter ihnen das Polyfest und das Pasifika. Bis zum Jahr 2021 wird gemäß Schätzungen die Bevölkerung polynesischer Herkunft in Neuseeland um 59 % zunehmen. Dies vorwiegend wegen der deutlich besseren Aussicht auf Arbeit und Bildung in der Stadt als auf den kleineren Inseln. Die Māori, die in Auckland beheimatet sind, haben auch enge Verbindungen mit dem Pazifik, woher sie stammen. Die polynesische Kultur hat eine große Rolle in der Entwicklung der Gesellschaft und Kultur Neuseelands gespielt.
Das polynesische Fest ist bedeutend für die pazifische Gemeinschaft Neuseelands. Das Polyfest ist ein sehr beliebtes Fest und jedes Jahr besuchen ungefähr 100,000 Leute jeden Alters die Veranstaltung, um sich die Aufführungen der Kinder anzusehen, verschiedene traditionelle Mahlzeiten und Getränke zu probieren und die kulturelle Verschiedenheit Aucklands zu feiern. Das Fest fördert das Verständnis von anderen Kulturen und gibt Schülern die Gelegenheit, ihrer Kultur nachzugehen.

## Vorgegangene Themen
- 2008 Mit Streben, glauben und Verpflichtung können wir unsere Träume erreichen
- 2007 Färben Sie meine Welt
- 2006 Diversität
- 2005 Durch Einheit wächst Harmonie

## Die Kulturen

### Māori: (Tangata Te Whenua – Die Menschen des Landes)
Die Māori führen sechs verschiedenen traditionelle Tänze und Lieder auf. Die akustische Gitarre wird als Instrument benutzt.
1. Whakaeke – der Anfang.
Der Anfang der Darbietung soll die Aufmerksamkeit der Zuschauer erregen.
2. Mōteatea – die traditionelle Erzählung der Vergangenheit.
Die Vereinigung des traditionellen Gesangs und die Betonung des Pukana Gesichts.
3. Poi – Ein instrumentaler Tanz.
4. Haka – der männliche Kriegstanz
Der Kriegstanz repräsentiert die Politik, Stellungnahme und Kraft der Männer.
5. Waiata a Ringa – Der „Aktion Lied“ Tanz. 
Die Vereinigung der traditionellen Māori-Melodien und die Aktionen der Lieder
6. Whakawatea – der Abschluss.
Der Abschluss soll eine dauerhafte Wirkung bei den Zuschauern belassen.

Das traditionelle Māori-Kostüm ist der Flax-Kostümrock (Piupiu) und die Māori Tätowierung (Tā moko).
Zum Kauf wird das traditionelle Hangi als Essen angeboten und dazu Kleider mit speziellen Mustern der Māori.

### Samoa
Die Samoaner führen sechs verschiedenen traditionelle Tänze und Lieder auf. Als Instrument wird die pazifische Trommel benutzt.  Die Besonderheit der Tänze aus Samoa ist die schlagende Bewegung mit den Händen.
1. Ulufale – der Eintritt.
Der Eintritt soll die Aufmerksamkeit der Zuschauer erregen. Der erste Tanz ist daher laut und schnell.
2. Taualuga – der prestigeträchtige Tanz.
Die Betonung des Anführers der Gruppe.  Der Anführer tanzt mit einem delikaten Messer.
3. Sasa – der Schlagtanz.
Die Schilderung des täglichen Lebens durch die schlagende Bewegung des Körpers
4. Maulu-Ulu – Der Tanz nur für die Frauen
Ein graziöser Tanz, der eine Geschichte beschreibt
5. Fuataimi – der Dirigent des Lieds.
Der Dirigent muss selbstsicher auftreten, damit die Zuschauer sehen können, dass die ganze Gruppe auch selbstsicher ist.
6. Fa' ataupati – der Kriegstanz.
Der stellt durch schnelle Bewegungen der Körper den Krieg dar, also müssen die Männer energetisch sein.

### Niue
Die Niuen führen auch sechs verschiedene traditionelle Tänze und Lieder auf. Als Instrument wird die pazifische Trommel benutzt.  Die Besonderheit der Niue-Tänze ist die schnelle Bewegung der Knie, oder der „hopo“.
1. Kamataaga – der Eintritt.
2. Takalo – der Kriegstanz.
3. Lologo Tuai – alte traditionelle Gesänge und Hymen.
4. Tame – das Bewegungslied.
Diese Nummer ist ähnlich den anderen Bewegungstänzen, hier wird besonders laut gesungen
5. Meke – ähnlich wie der Samoanische „Sasa“.
Die Schilderung des täglichen Lebens durch die schlagende Bewegung des Körpers
6. Folu Foou.
Gemischte moderne und traditionelle Lieder und Tänze.

### Tonga
Die Bewertung der tonganischen Bühne ist anders als die der anderen Kulturen, weil sie durch die verschiedenen Kategorien der Tänzer bewertet wird. Für jede Tanzart gibt es einen ersten, zweiten und dritten Platz. Die Tänzer sind bekannt für die bunten Kostüme und den Tanz mit Schlagstöcken. Die Darsteller tragen Vogelfedern in ihren Haaren.
1. Kailoa – der Kriegstanz.
Der Kampf gegen den Feind
2. Lakalaka – der große Gruppentanz.
Bis zu 1000 Menschen tanzen gleichzeitig, manchmal mehr als auf der Bühne Platz finden.
3. Ma'ulu'ulu – der Gruppentanz.
Ein Tanz, der von den Samoa geliehen ist.  Die Gruppen sitzen, singen und benutzen die Bewegung der Hände.
4. Tau' olunga – Prestige
5. Soke – der "teckentanz.
Das Nutzen des Steckens in der Gruppe.
6. Tau Faka-Niua – der militärische Tanz.
Es handelt sich um den militärischen Drill von der Besuchung der Schiffen in Tonga, 1970
7. Mako – der Tanz für Männer.
Ein Tanz mit lebendigen Bewegungen

### Cookinseln
Die Cookinseln führen fünf verschiedene traditionelle Tänze und Lieder auf. Als Instrument wird die pazifische Trommel benutzt. Die Besonderheit der Tänze sind der Takt und Rhythmus der Trommel und die Bewegung der Hüften der Mädchen.
1. Kapa Rima – der Bewegungstanz.
Die Betonung liegt auf den Bewegungen der Hände und das wackeln der Hüften
2. Ute – der Gesang
Eine Beschreibung einer Geschichte durch die Bewegung der Hände
3. Peu Tupuna – die Geschichte der Legende.
Die Erzählung der Legende durch dramatische Aktionen
4. Imene Tuki – die Erzählung der Bibel.
Eine Beschreibung der Geschichte durch die Bewegung der Hände
5. Ura Pa'u – der Trommeltanz.
Ein Tanz mit schnellem Tempo und Bewegungen

## Diversität der Kulturen
Inder, Chinesen, Sri Lanken, Koreaner, Japaner und Filipinos haben auch die Gelegenheit an Polyfest teilzunehmen. Die Aufführungen erstrecken sich vom chinesischen Löwentanz, bis zum koreanischen Fächertanz und dem indischen Tanz. Die Mitglieder der verschiedenen Gruppen entstammen nicht immer der Kultur der Inseln von Tonga, Samoa, Niue, Cook Islands oder Māori. Im Jahr 2007, unter den Mitgliedern der Gruppe vom Epsom Girls Grammar Gymnasium gab es eine Filipina und drei Europäer in der Kapa Haka Gruppe. Der Reichtum der Kulturen macht das Polyfest einzigartig und das Fest bietet der pazifischen Kultur eine Gelegenheit ihre Identität vorzuführen und auszuleben.

## Ähnliche Feste

### Pasifika

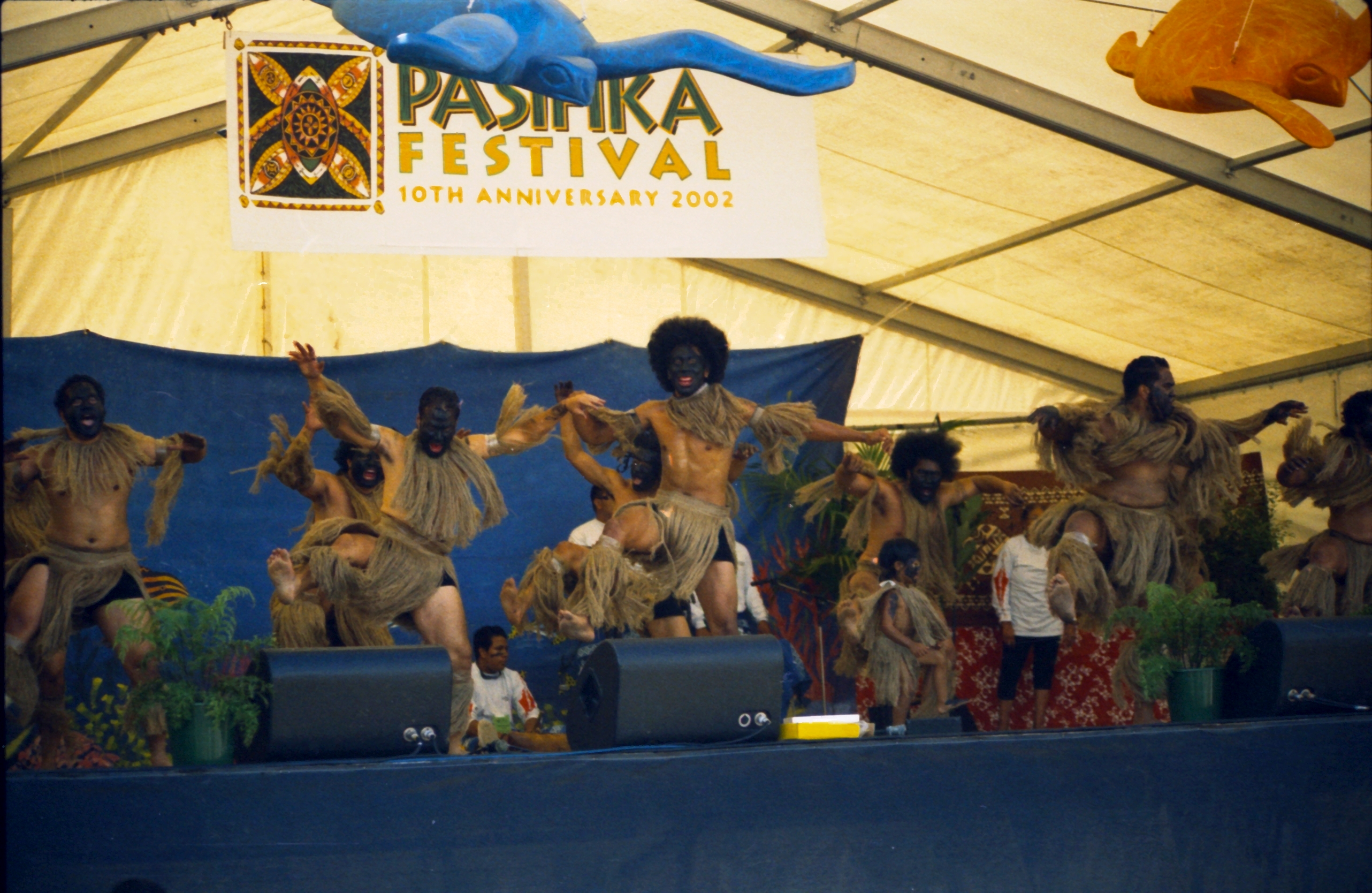
Tanz am Pasifika

Das Pasifika Festival findet jedes Jahr im März statt und ist das größte polynesische Fest der Südhalbkugel. Es wird jedes Jahr in Western Springs, Auckland gefeiert und von mehr als 200,000 Leuten besucht.
2008 gab es zehn Dörfer, die am Pasifika teilgenommen haben, jedes Dorf hat eine Kultur dargestellt. Es gab auch zwei große Bühnen, wo man Aufführungen anschauen konnte und es gab eine Bühne für jedes Dorf.
Der Unterschied zwischen diesem Fest und Polyfest ist, dass Pasifika nicht ein Wettbewerb ist, sondern etwas für die Gemeinde. Die Ausführenden sind auch nicht nur Schüler; es gibt Teilnehmer in jedem Alter. Man findet auch viel mehr Kulturen bei Pasifika, als beim Polyfest, deshalb gibt es viel mehr Leute, die sich für Pasfika interessieren. Es dauert auch nur einen Tag und viele neuseeländische Musiker haben die Gelegenheit, ihre Talente zu zeigen.

### Auckland Museum Pasifika
Im März veranstaltet auch das Auckland-Museum eine Feier für die polynesische Kultur. Es dauert drei Tage: am ersten Tag gibt es eine Ausstellung zur polynesischen Küche. Am zweiten Tag gibt es eine kostenlose Vorstellung von einem polynesischen Film und am letzten Tag gibt es immer etwas für die Kinder.

### Pasifika Playwrights International Series
Dieses Fest feiern polynesische Dramatiker und die Zuschauer können sich verschiedene Theaterstücke anschauen.

### Summer Sounds in the Park
Dieses Konzert dauert über drei Wochen. Es treten Musiker auf, die traditionelle und moderne polynesische Musik spielen. Sie singen auch Popmusik, Rock und Reggae.